# Hieracium tajanum
Hieracium tajanum là một loài thực vật có hoa trong họ Cúc. Loài này được K.Malý & Zahn mô tả khoa học đầu tiên năm 1925.